# Гостівці (округ Кошице-околиця)
Гостьовце (словац. Hosťovce) — село в окрузі Кошиці-околиця Кошицького краю Словаччини. Площа села 4,83 км². Станом на 31 грудня 2016 року в селі проживало 189 жителів.

## Історія
Перші згадки про село датуються 1360 роком.

## Населення
| Рік:            | 1994. | 2004.    | 2014.   | 2024. |
| --------------- | ----- | -------- | ------- | ----- |
| Кількість осіб: | 220   | 191      | 200     | 218   |
| Різниця:        |       | -13,18 % | +4,71 % | +9 %  |

| Рік:            | 2023. | 2024.   |
| --------------- | ----- | ------- |
| Кількість осіб: | 208   | 218     |
| Різниця:        |       | +4,80 % |